# Information Society (álbum)
Information Society é um álbum de estúdio do grupo Information Society, lançado em 1988 pela gravadora Tommy Boy Records.
O álbum contém quatro singles, sendo que o primeiro single, "What's on Your Mind (Pure Energy)", é a música de maior sucesso do álbum e também a de maior sucesso lançada por eles até hoje. O segundo single "Walking Away" entrou no top 10 da Billboard Hot 100. Os singles "Repetition" e "Lay All Your Love on Me" conseguiram moderado sucesso.
O álbum conseguiu a posição 25 na Billboard 200 e foi certificado Ouro em 1988.
O álbum foi lançado no Brasil em 1989 pelo selo Stiletto no formato de LP e K7 (a versão em CD foi lançada pela Warner Music).

## Faixas
| N.º | Título                              | Duração |  |
| 1.  | "What's on Your Mind (Pure Energy)" | 4:33    |  |
| 2.  | "Tomorrow"                          | 4:11    |  |
| 3.  | "Lay All Your Love on Me"           | 3:39    |  |
| 4.  | "Repetition"                        | 4:33    |  |
| 5.  | "Walking Away"                      | 5:01    |  |
| 6.  | "Over the Sea"                      | 3:50    |  |
| 7.  | "Attitude"                          | 4:12    |  |
| 8.  | "Something in the Air"              | 4:54    |  |
| 9.  | "Running"                           | 7:41    |  |
| 10. | "Make It Funky"                     | 1:08    |  |

## Certificações
| País                  | Certificação | Data                  | Vendas certificadas |
| --------------------- | ------------ | --------------------- | ------------------- |
| Estados Unidos - RIAA | Ouro         | 6 de dezembro de 1988 | 500,000             |

## Posições nas paradas musicais
| País - Parada Musical (1988)   | Melhor posição |
| ------------------------------ | -------------- |
| Canadá (Canadian Albums Chart) | 56             |
| Estados Unidos (Billboard 200) | 25             |
| Estados Unidos (R&B Albums)    | 78             |